# EMDT
EMDT（化学名2-乙基-5-甲氧基-N,N-二甲基色胺）是一种含氮有机化合物，分子式C15H22N2O，属于色胺衍生物，作为5-HT6受体的选择性激动剂，用于科学研究。